# Gahnia xanthocarpa
Gahnia xanthocarpa är en halvgräsart som först beskrevs av Joseph Dalton Hooker, och fick sitt nu gällande namn av Joseph Dalton Hooker. Gahnia xanthocarpa ingår i släktet Gahnia och familjen halvgräs. Inga underarter finns listade i Catalogue of Life.